# Star Perú
Star Perú – peruwiańska linia lotnicza z siedzibą w Limie. Obsługuje połączenia krajowe. Głównym hubem jest Port lotniczy Lima-Jorge Chávez.

## Flota
Stan floty na sierpień 2021: 
- Boeing 737-300 (4 sztuki)
- Bombardier Dash 8-400 (2 sztuki)